# Россинский, Сергей Дмитриевич
Сергей Дмитриевич Россинский (1897—1965) — русский математик, геометр, профессор МГУ.

## Биография
Родился в 1897 году в Тифлисе.
Учился у Д. Ф. Егорова. Затем работал на кафедре П. С. Александрова; в качестве доцента читал 50-часовой курс начертательной геометрии на механико-математическом факультете МГУ им. Покровского.
Тема кандидатской диссертации «О парах конгруэнций, допускающих расслоение». Во время войны читал в 1941—1943 годах лекции по начертательной геометрии в Московском университете. В 1943 году защитил докторскую диссертацию «Изгибание конгруэнций с сохранением некоторых специальных свойств».
Профессор кафедры высшей геометрии и топологии механико-математического факультета МГУ (1944–1964).
Область научных интересов: дифференциальная геометрия, теория конгруэнций, линейчатые поверхности.
Умер в мае 1965 года в Москве.